# Roccacasale
Roccacasale (La Rocca in dialetto locale) è un comune italiano di 582 abitanti della provincia dell'Aquila, in Abruzzo, facente parte dell'unione dei comuni Terre dei Peligni.

## Geografia fisica
È un centro montano della Valle Peligna nel centro dell'Appennino abruzzese, arroccato sulle pendici del Monte della Rocca. Il centro, costruito sulla nuda roccia, si estende verso la valle sottostante, godendo di una posizione assolata verso ovest.

## Storia

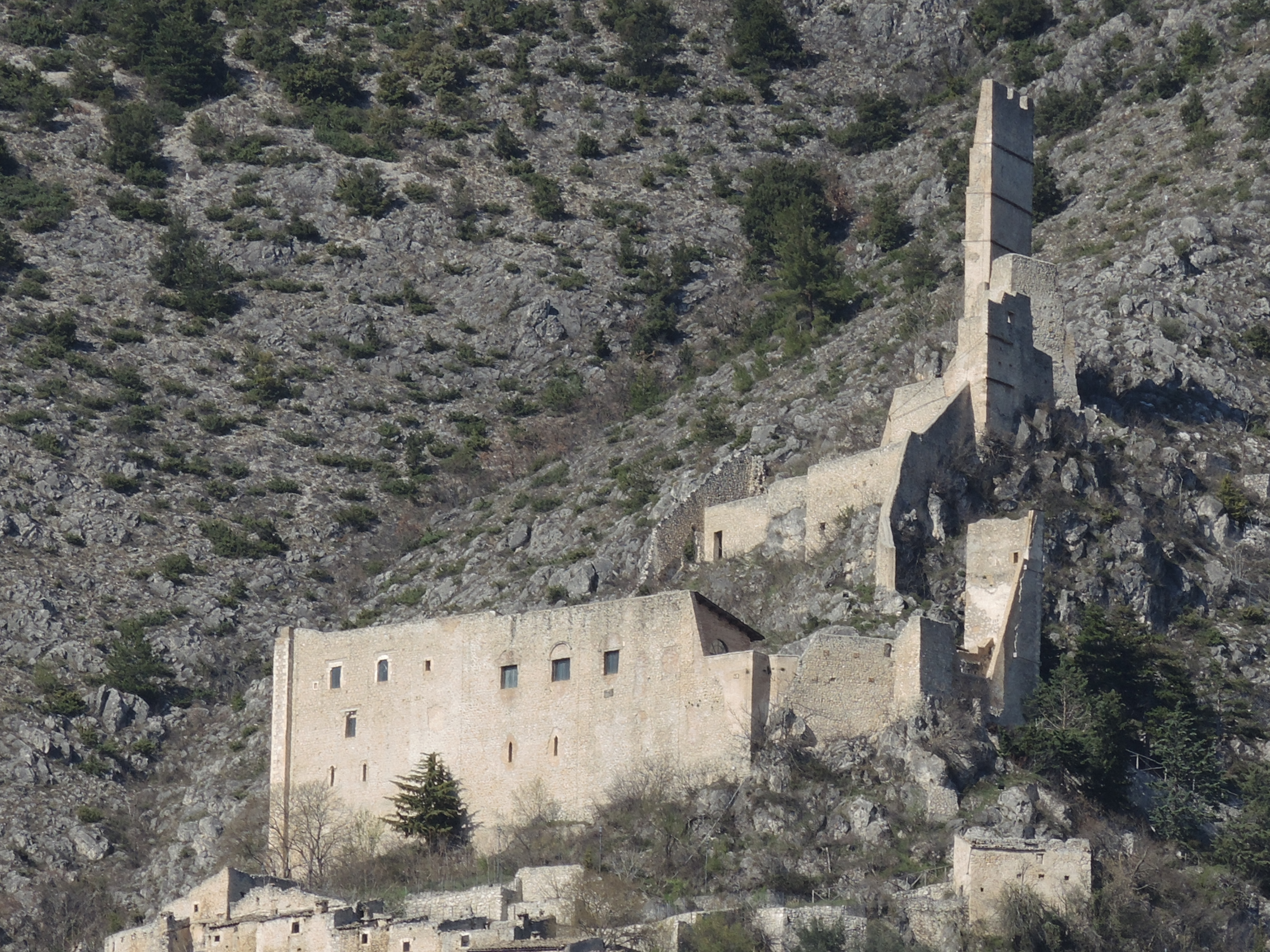
Castello De Sanctis

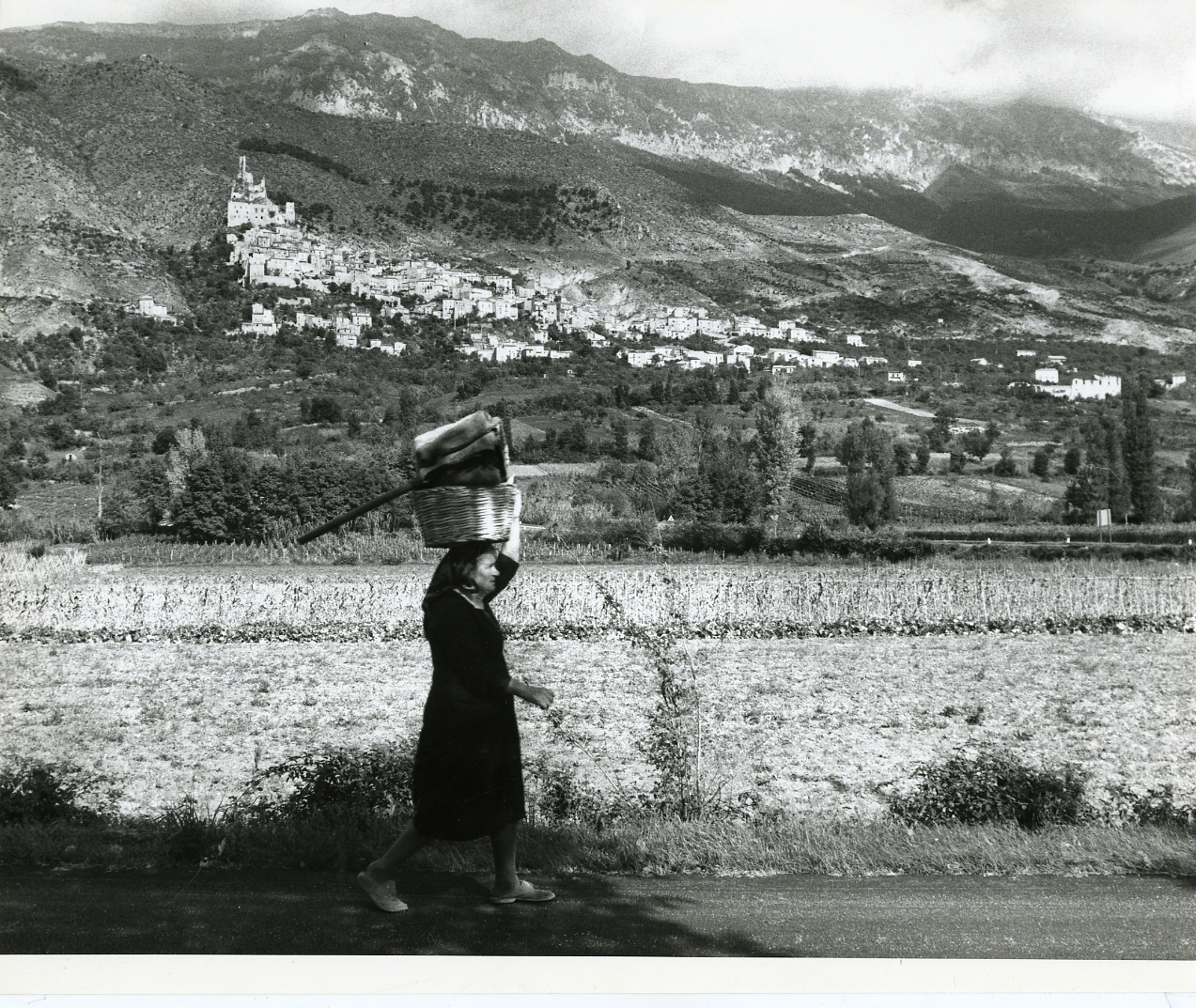
Paesaggio agreste con contadina (foto di Paolo Monti del 1967)

I primi insediamenti nella zona di Roccacasale, più precisamente nella zona del Colle delle Fate, sono da ricercare nell'epoca preromana.
L'origine della struttura architettonica dell'attuale paese è da ricercarsi nell'antica località Casali, piccolo insediamento di poche abitazioni precedente al 925.
In seguito alla costruzione del castello, il centro abitato ha assunto con il passare del tempo la tipica struttura chiusa del borgo medievale; il castello formava un tutt'uno con le abitazioni e l'intero complesso era accessibile da quattro porte di cui è ancora evidente la presenza, anche se con i secoli il paese si è sviluppato fortemente al di fuori dell'antico insediamento, snaturando il primitivo perimetro e la primitiva struttura urbanistica, di cui si hanno ancora palesi tracce. Chris Wickham cita che il castello sia costruito nel 1056, mentre Carlo Perogalli afferma che il castello sia costruito nel 1025.
Dal 1250 al 1590 il castello fu feudo dei De Sanctis. Antecedentemente al 1251, il feudo risulta di Luigi e Manfredi di Collepietro, mentre nel 1307 il paese fu feudo di Tommaso di Collepietro e del milite Tommaso. Nel 1525 il paese ritornò ai De Sanctis. Nel 1590 Roccacasale passò ad Ottavio Cantelmo di Popoli Terme, che, in epoca imprecisata, rivendette il feudo a Pietro di Sulmona.
Nel 1799 il castello fu assediato durante l'invasione francese. Nella guerriglia furono trucidate tutte le persone all'interno della roccaforte, che in seguito fu incendiata, così il castello subì gravi danni, tanto che i cittadini non furono in grado di ricostruirlo.
In seguito alla distruzione del castello, il centro perse d'importanza nazionale.
Nell'Ottocento vi furono varie epidemie di colera che decimarono sensibilmente la popolazione.
Nel frattempo, dalla distruzione del castello in poi, il borgo perde la sua fisionomia di un centro medievale.
Durante la seconda guerra mondiale, nel 1943 vengono ospitati alcuni alleati e prigionieri di guerra, tra cui Uys Krige, poeta sudafricano, che in alcuni suoi libri narra della sua permanenza a Roccacasale. Ignazio Silone narra di altri 30 ostaggi richiusi a Roccacasale.
Tra gli anni cinquanta e gli anni settanta si assiste ad una forte emigrazione degli abitanti all'estero, tutt'al più verso gli altri Stati europei, verso gli Stati Uniti ed il Canada.

## Monumenti e luoghi d'interesse
La parte più alta del paese, cioè l'antico borgo, presenta le strade interne tracciate in senso radiale, con centro il castello, aventi l'aspetto di rampe o gradinate intervallate da passaggi trasversali pianeggianti.
All'interno dell'antico borgo, tra le varie strutture tipiche (strutture che per la maggior parte sono andate perse per sempre portando via importanti testimonianze del passato) trovano posto la chiesa di San Michele Arcangelo (consacrata nel 1579, ma la prima fondazione è sicuramente molto più antica) e i resti del Palazzo Baronale.
Chiesa di San Michele Arcangelo
È in stile settecentesco. Fu consacrata l'8 maggio 1579. Sono scarse le informazioni precedenti l'incendio da parte dei francesi attuato nel 1799. Nel 1962 sono spariti nella chiesa, dopo l'ultimo atto simoniaco, il battistero sito sotto la scalinata d'accesso all'organo, vari dipinti tra cui uno raffigurante San Giovanni e delle acquasantiere.
La "Crocella"
Questa croce ricorda la scacciata dal paese di un mostro. La leggenda narra che un mostro con quattro braccia, lunghi artigli, testa di leone e ricoperto di pelo arancione vagava nei dintorni del paese. Arrivò questa notizia anche al parroco del luogo, ed egli decise di erigere una croce, e da quel momento il mostro non si fece più vedere. Ora la croce originale non è più presente, ed è stata sostituita da una croce in ferro.
Colle del Frate
Questo colle è sito presso le pendici meridionali delle Montagne del Morrone. Il colle consta di fortificazioni preromane. Le fortificazioni constano di tre cinte murarie, di cui la terza è a thòlos.
Il Castello
Il castello di Roccacasale appartenne ai baroni De Sanctis. È posto sulla sommità del centro abitato, a sud-est di Popoli Terme. È di forma triangolare. Uno dei vertici del castello è occupato da una torre. All'interno dell'edificio militare si possono notare degli elementi in pietra, forse riconducibili ad altri edifici di difesa dell'abitato preesistenti.
Il Palazzo Baronale
Il Palazzo Baronale fu costruito vicino alla chiesa in epoca molto più recente rispetto al castello. Dell'antico caseggiato, a causa dell'incuria, rimangono poche stanze poco significative.
Le porte
Per quanto riguarda le porte di accesso all'antico borgo, è stato possibile dedurre che due di queste (la Porta "sotto la chiesa", situata in via San Michele, e la Porta Gerone) erano i due ingressi cittadini. Le altre due si aprivano invece sulla valle; una, detta Porta Mazzamorello, di cui rimangono ancora gli stipiti squadrati senza architrave, verso la montagna, nella cosiddetta "valle dell'inferno"; l'altra, detta Porta della Valle, concedeva l'accesso ai numerosi campi coltivati lungo le pendici della collina, ai piedi del paese.

## Società

### Evoluzione demografica
Abitanti censiti

### Tradizioni e folclore
Costume tipico
Il costume tradizionale di Roccacasale risale all'Ottocento, ma la forma odierna risale ad un dipinto del Settecento.

## Cultura

### Cucina
Tra i prodotti culinari di Roccacasale sono da annoverare:
- Il sanguinaccio (in dialetto locale "Sanguinacce") preparato con sangue di maiale, mosto cotto, scorze di arance, una stecca di cannella, un bicchiere di strutto, mandorle o noci tostate, zucchero, vaniglia, noce moscata;
- Granoturco lessato con olio di oliva, olio e peperoncino (localmente detto "Ranere");
- Pane cotto. Il pane raffermo viene prima ammorbidito in acqua fredda e poi bollito fino a farlo disfare completamente. Una volta scolato dell'acqua viene versato sul piatto. Alla portata così ottenuta si aggiunge dell'olio e del pecorino;
- Frittata di gambi e fiori di aglio e pecorino (in dialetto locale viene chiamato frittata di "crastatiegl").

Tra i prodotti tipici di Roccacasale sono da citare:
- vino;
- olio di oliva;
- patate;
- pomodori;
- pecorino;
- funghi, in particolare chiodini (raccolti nei boschi nei dintorni).

### Eventi
Feste religiose
- 8 maggio e 29 settembre: San Michele Arcangelo
- agosto: San Rocco e Sant'Antonio

Feste civili
- Festival dei parchi: trattasi di festa musicale ed eventi sportivi organizzato dal comune di Roccacasale insieme col comune di Pratola Peligna. Si sono svolte solo le edizioni del 2003 e del 2004[13].
- Festa delle Fate: si svolge dal 1999. Nel 2002 la manifestazione ha ospitato la seconda edizione del Premio Cesare Torelli, un percorso fotografico ripercorrente la storia della festa delle fate ed è stato pubblicato per la prima volta Il Castello e il Centro fortificato di Colle delle Fate[14].

## Amministrazione
| Periodo        | Periodo        | Primo cittadino    | Partito                                                                        | Carica  | Note          |
| -------------- | -------------- | ------------------ | ------------------------------------------------------------------------------ | ------- | ------------- |
| 23 aprile 1995 | 13 giugno 2004 | Eugenio Di Marco   | Lista Civica di Centro-sinistra (1995-1999) Lista Civica di Centro (1999-2004) | Sindaco | [ 15 ] [ 16 ] |
| 14 giugno 2004 | 30 maggio 2015 | Domenico Spagnuolo | Lista Civica Insieme per Roccacasale                                           | Sindaco | [ 17 ] [ 18 ] |
| 31 maggio 2015 | in carica      | Enrico Pace        | Lista Civica Tra la Gente per cambiare                                         | Sindaco | [ 1 ]         |